# 生名島

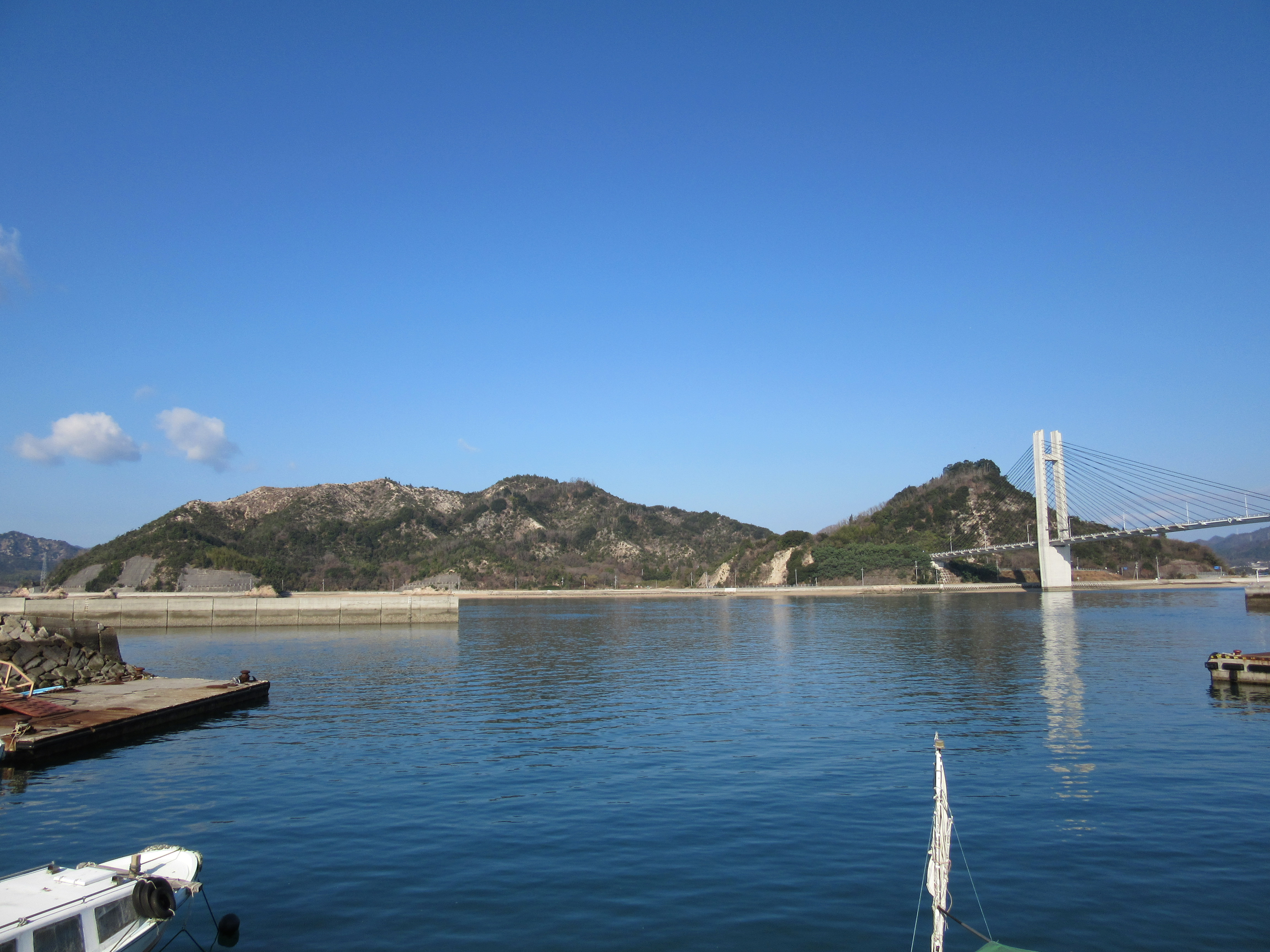
生名島全景（佐島港より撮影）

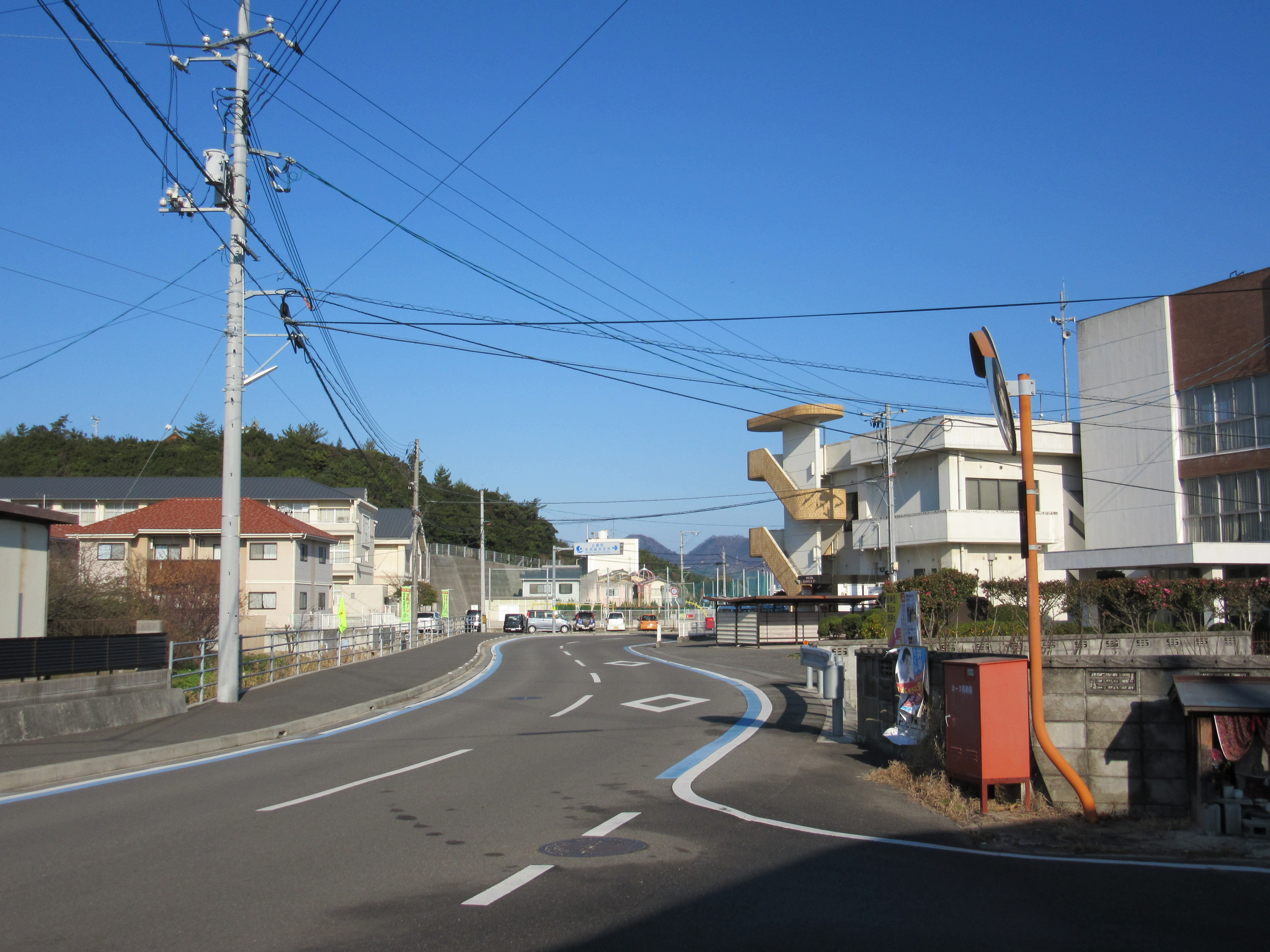
生名島中心部

生名島（いきなじま）は、芸予諸島の中の上島諸島にある離島。行政区画としては愛媛県越智郡上島町に属する。

## 地理
瀬戸内海のほぼ中央、因島の南西側に位置する。行政区画としては平成の大合併前までは愛媛県越智郡生名村であったが、合併により同郡上島町の区域となった。
面積は3.67km²。
周辺には属島として、北に平内島（へないしま）、鶴島、亀島（竹島）、甑島（こしきしま）が、東に坪木島、能小島が、西に大島、小島があるが、これらすべて旧生名村域に含まれるが、無人島であり、有人島は生名島のみである。。

### 島名の由来
生名村#地理に村名の由来記載あり。

## 地形・地質
東西に約1.5キロメートル、南北に3.5キロメートルと南北に細長い形状をしている。最高点でも鉢巻山の141メートルと全体が丘陵型のなだらかな地形である。島の東部、生名港の北にある厳島と呼ばれる半島部は、もとは独立した島だったが、大正末期の埋め立てで生名島と陸続きになった。
ほぼ全体が花崗岩質。

## 社会

### 地域・集落
集落は島の東部と西部にあるが、東部が島外と結ぶ航路の発着する港や総合支所（元の村役場）をはじめとした公共施設もあるなど、島の中心であるといえる。

### 人口
人口1389人（2020年国勢調査）

## 歴史
藩政期
松山藩の領地。同藩の流刑地でもあったが、島民に武芸を教えるなど島民の教化に一役買っていた一面もあるとされる。
- 天正年間 - 河野一族とされる久保・上村両氏が久保谷に住み着き、それぞれ久保屋、伊予屋を名乗り、藩政期にわたって庄屋を務めた。
- 文化3年　-　伊能忠敬の一行が当地を足がかりに近辺を測量、6000人とも言われるほどの多数の人々が狩り出された。のちに長州征伐に従軍した者もあったという。[3]

明治以降
- 明治はじめ - 漁民が忽那諸島に移住
- 明治40年 - 対岸の因島に大阪鉄工所設立、のちの日立造船因島工場
- 大正年間 - 厳島地続きとなる
- 1945年（昭和20年） - 太平洋戦争末期、因島の工場防衛のため厳島に高射砲の陣地がつくられる

戦後
- 1960年（昭和35年） - 海苔養殖導入される
- 2011年（平成23年） - 生名橋開通、佐島とつながる。
- 2022年（令和4年）3月 - 岩城橋開通、岩城島とつながる。

## 経済・産業
太平洋戦争前は農業が盛んで、立地柄、小舟を持ち他島へ耕作に出かけたり、農作物を出荷する農家もあった。昭和30年代までは甘藷芋や除虫菊などが、後に柑橘類も栽培されるようになった。
大正期までは塩田もあったが、すべて転用されていった。
漁業も、小規模ながら存在したが、明治期に漁民が忽那諸島に移住したこともあり、次第に振るわなくなった。一部、昭和30年代に導入された海苔養殖が営まれる。
近年では地場産業としては、農業、漁業（クルマエビ養殖） が主である。
当地から対岸の広島県因島に通勤可能であり、実際に通勤者も多い。かつては日立造船の寮もあり、生名島は旧日立造船の企業城下町として栄えてきた。所得も比較的高く、「離島とはいえ市中の生活と何らかわることはない」と評されたほどである。しかしながら、造船・修繕事業の縮小により、一転厳しい状況に立たされた。それが、瀬戸内しまなみ海道開通前後からの交流人口取り込みを狙った各種施策へと舵を切る契機にもなった。

## 交通

### 海上交通（航路）
島の東岸が因島の土生港（広島県尾道市）に向かい合っており、立石港と生名港がある。
立石港
因島からフェリーで所要時間わずか3分の最短ルートとして、渡し舟の感覚で行き来できる。（実際に、地元の人はフェリーを「渡し」と呼んでいる。）同港からは、土生航路に加え、三原航路も就航しており、通勤通学の時間帯には、乗降客・乗降車等でかなりな混雑がみられる。
生名港
今治 - 土庄航路が寄港する。

### 道路交通
生名島を含む上島諸島は離島性の解消が長年の課題であり、上島架橋構想に基づく橋梁整備が進められてきた。このうち生名島と南東に位置する佐島とを結ぶ生名橋が2011年（平成23年）開通し、佐島とは道路でつながり、これを経由し弓削島とも道路にてつながることとなった。さらに、2022年（令和4年）3月には岩城橋にて西の岩城島ともつながり、上島町のうち主要な島である弓削島、佐島、生名島、岩城島は道路（架橋）にて直接行き来できる状況となった。

## 名所・名産
- 名所
  - サウンド波間田（はかんだ）[8]
  - 立石山、展望台
  - 蛙石（ガール石）
  - 蛙石荘 - 宿泊施設
  - いきなスポレク公園
  - 生名サーキット -島民が独力で開設したサーキット場[9]
  - 三秀園、同庭園
  - 高松城跡
  - 厳島遺跡
  - 正福寺、いぼ地蔵
  - 生名八幡神社
- 名産
  - クルマエビ
  - 杜仲茶、杜仲茶ようかん
  - 手作り味噌
  - ヒオウギ貝
  - ひじき
  - テングサ
  - ごませんべい

## 地域おこし
島民が一体となって「いきな島一周マラソン」などのスポーツに取り組んでおり、スポーツ合宿の誘致にも取り組んでいる。
- いきなスポレク公園

1988年（昭和63年）の旧・生名村時代の基本構想に基づき、生名村基本構想として平成11年3月に策定、魅力ある「スポーツ合宿村」づくりをテーマに、スポーツ合宿をメインに、社員研修、レクリエーション、イベント、健康づくりなど、島全体を多目的に利用できる一種の総合運動公園として、1989年から1996年にかけて計画整備された。小学生から一般同好者・愛好者など、多くの人たちが利用できる施設としている。
この構想は、従来、島の経済は造船関連業への従事者の所得で潤ってきたものの造船・修繕事業の縮小により転換期を迎え、定住人口の増加を望めない状況を踏まえ、豊かな自然環境と瀬戸内しまなみ海道という交通幹線軸に近い利点を活かし、交流人口の増加による村の活性化をねらった施策である。
黒土（阿蘇山の火山灰）の野球場、温水プール、卓球場、サウナ等を備えた総合運動施設。島内外から合宿地として利用されている。2009年5月17日には野球場で四国・九州アイランドリーグ（現・四国アイランドリーグplus）の愛媛マンダリンパイレーツが主催する公式戦（相手は香川オリーブガイナーズ）が初めて開催された。以後も毎年、愛媛の公式戦が1試合日程に組まれている（2011年は雨天のため中止）。
- サウンド波間田（サウンドはかんだ）

先の「スポーツ合宿村」構想を積極的に展開することによって、島外から多くのスポーツ選手、愛好家、関係者が多数訪れることが予想される。その受け皿の1つとして旧・生名村にて整備された中核施設の1つで、野外ステージ、展望台、遊歩道、多目的広場を中心に構成されている。1989年度（平成1年度）から整備に着手、1994年（平成6年）3月末に完成した。海岸に近く、海浜地の整備などの自然環境を生かした施設があり、島民のいこいの場として、また、手近なキャンプ場として幅広く利用されている。
- サーキット場

1988年に商工会の青年部のメンバーの発案により造成された。
- 宿泊施設「蛙石荘」

スポーツ合宿のほか、観光客も利用できる宿泊研修施設。

## 出身者
- 村上幸史

やり投でアテネ・北京五輪に連続出場、2009年世界陸上第3位。2012年のロンドンオリンピックでは日本選手団主将。
- 村上貢 - 海事史研究、生名村史編纂にも参画
- 濱田國太郎 - 日本海運組合の育ての親。